# Blackrock (ort i Irland, Leinster, Lú)
Blackrock är en ort i republiken Irland.   Den ligger i grevskapet Lú och provinsen Leinster, i den nordöstra delen av landet, 70 km norr om huvudstaden Dublin. Blackrock ligger 6 meter över havet och antalet invånare är 3 000.
Terrängen runt Blackrock är huvudsakligen platt, men åt nordost är den kuperad. Havet är nära Blackrock åt sydost. Närmaste större samhälle är Dundalk, 5,2 km nordväst om Blackrock. Trakten runt Blackrock består i huvudsak av gräsmarker.